# Balthazar-Charles d'Autriche
 (février 2023).
 (février 2023).
Si vous disposez d'ouvrages ou d'articles de référence ou si vous connaissez des sites web de qualité traitant du thème abordé ici, merci de compléter l'article en donnant les références utiles à sa vérifiabilité et en les liant à la section « Notes et références ».
Titre
Prince des Asturies
17 octobre 1629 – 9 octobre 1646
(16 ans, 11 mois et 22 jours)
Balthazar-Charles d'Espagne (17 octobre 1629 - 9 octobre 1646) est un fils du roi d'Espagne Philippe IV et de sa première femme Élisabeth de France.

## Biographie

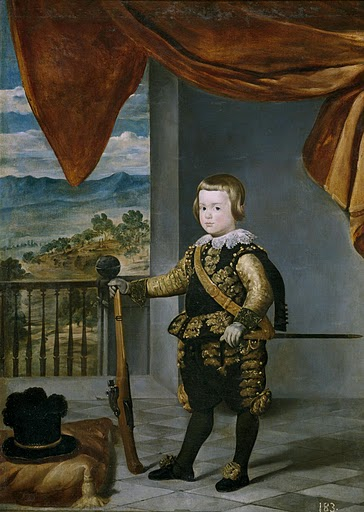
Le prince Balthazar-Charles d'Autriche, 1636, par Diego Vélasquez.

Né le 17 octobre 1629, Balthazar-Charles est le seul garçon issu du premier mariage de Philippe IV qui soit parvenu à l'âge adulte. Son demi-frère, né la même année, est l'infant Juan Jose d'Autriche. Il a été légitimé par la suite.
Voué à succéder à son père sur le trône d'Espagne et confié à la comtesse d'Olivares, Balthazar-Charles se voit attribué successivement les titres de prince des Asturies, puis celui d'héritier au trône de Castille et de Léon (1632) et des trônes d'Aragon et de Valence (1645).
Sa mère, la reine Élisabeth de France, meurt en couches en 1644.
Balthazar-Charles d'Espagne fut fiancé à sa cousine Marie-Anne d'Autriche en 1646.

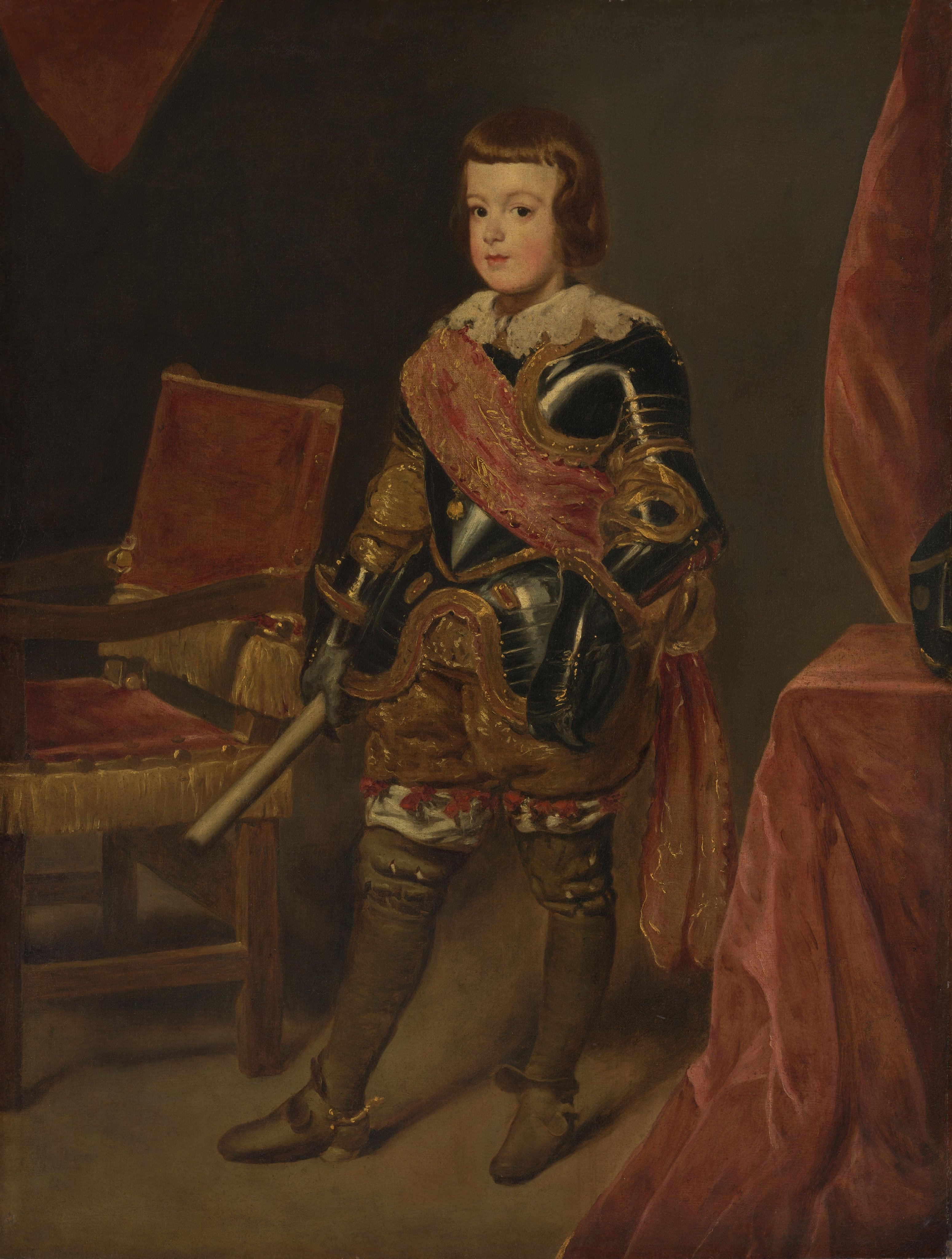
Le prince Balthazar-Charles d'Autriche, fils de Philippe IV d'Espagne, vers 1639, attribué à Juan Bautista Martínez del Mazo.

## Maladie et mort
Le 5 octobre 1646, Balthazar-Charles, malade, ne peut assister à la cérémonie organisée pour la mort de sa mère, la reine Élisabeth. Il avait pu assister aux Vêpres, la veille, avec son père Philippe IV.
Le 9 octobre, à 8 heures du matin, Balthazar-Charles reçoit les derniers sacrements et meurt le soir-même, à 21 heures, vraisemblablement de la variole. Le 16 octobre, ses restes sont déposés au panthéon des infants à l'Escurial.

La mort du prince prive la monarchie espagnole de son seul héritier mâle direct et cause une grave crise dynastique (la seule héritière directe encore en vie étant l'infante Marie-Thérèse). Elle plonge le roi dans un profond désespoir comme en témoigne une lettre à sa conseillère spirituelle, sœur María de Ágreda : 

« Les prières n'ont pas changé l'état d'esprit de Notre Seigneur concernant le sort de mon fils. Je suis dans l'état que vous pouvez constater, j'ai perdu le seul fils que j'avais, qui me rendait le courage lorsque je le voyais, malgré tous mes soucis. [...] J'offre à Dieu cette souffrance, qui je vous l'avoue me transperce le cœur, à tel point que je ne sais si ce qui m'arrive est un cauchemar ou la réalité »

Philippe IV, en moins de cinq ans, perd son frère cadet, le cardinal-Infant don Fernando, sa première épouse, Élisabeth de Bourbon, et son unique fils survivant et héritier, le prince Balthazar-Charles.
Philippe IV décide de se remarier pour assurer sa succession. Afin de préserver l'alliance austro-espagnole, il choisit, en janvier 1647, d'épouser l'archiduchesse Marie-Anne d'Autriche, la fiancée de son fils, sa propre nièce (fille de sa sœur l'infante Marie-Anne). Elle est âgée alors de seulement douze ans. Le mariage est célébré le 7 octobre 1649. La reine donne naissance à cinq enfants dont le futur Charles II.

## Galerie
Balthazar-Charles a été peint à de multiples reprises par Diego Vélasquez. Ces portraits d'enfants comptent parmi les chefs-d'œuvre de l'ère baroque.

Le prince Balthazar-Charles, par Diego Vélasquez
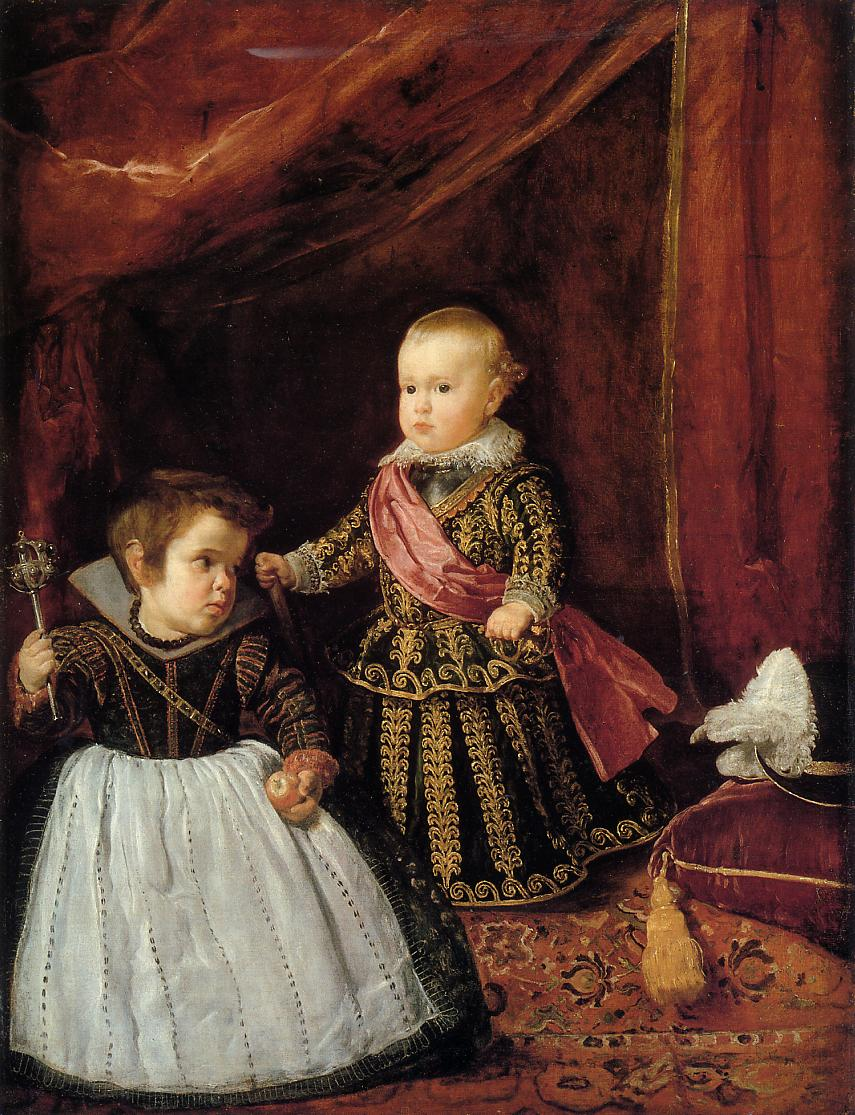
Le prince Balthazar-Charles avec un nain, 1631, par Diego Vélasquez
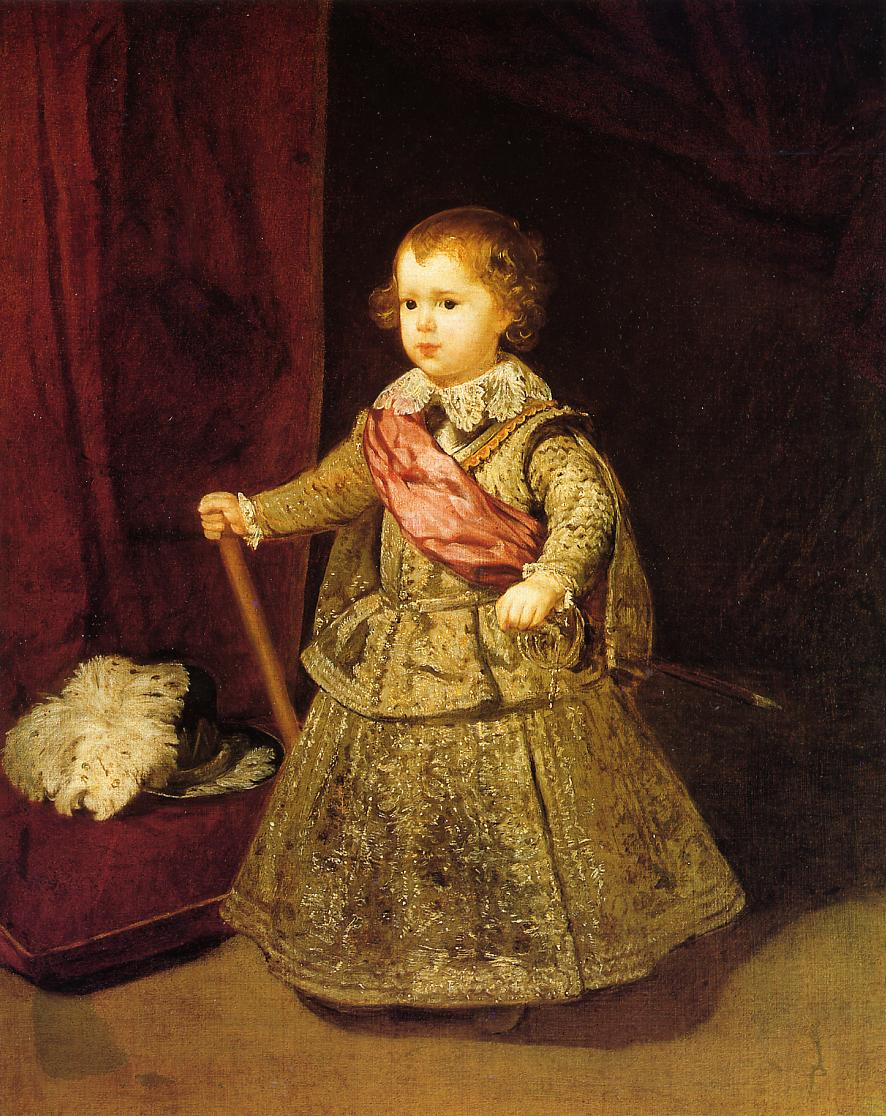
Le prince Balthazar-Charles, 1633, par Diego Vélasquez
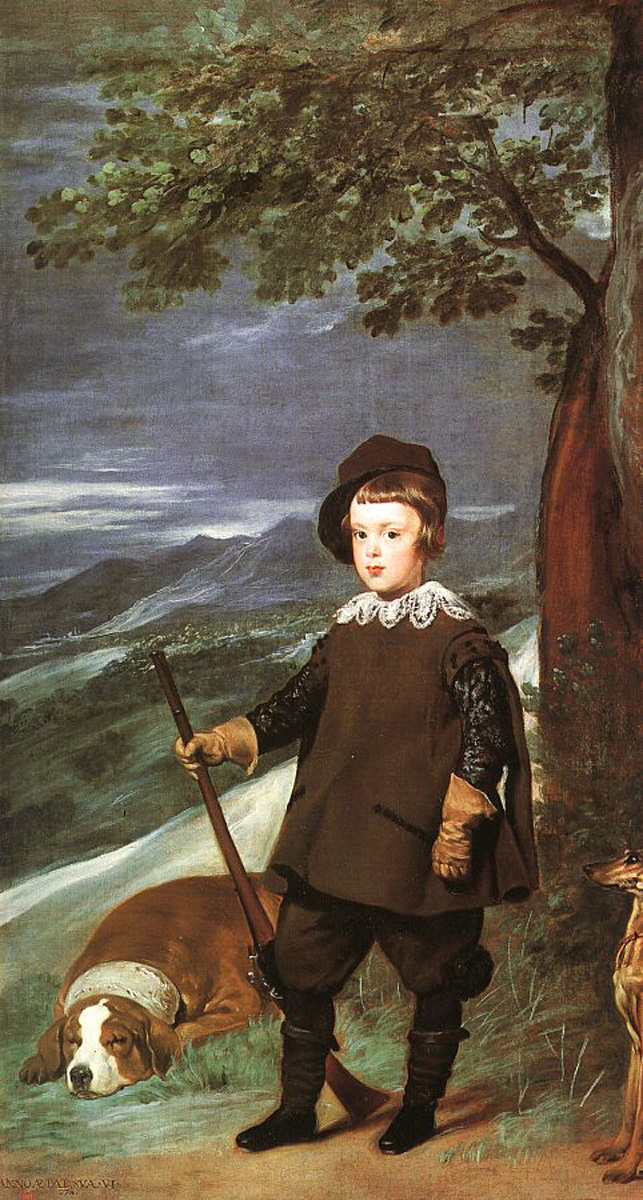
Le prince Balthazar-Charles en tenue de chasse, 1635, par Diego Vélasquez
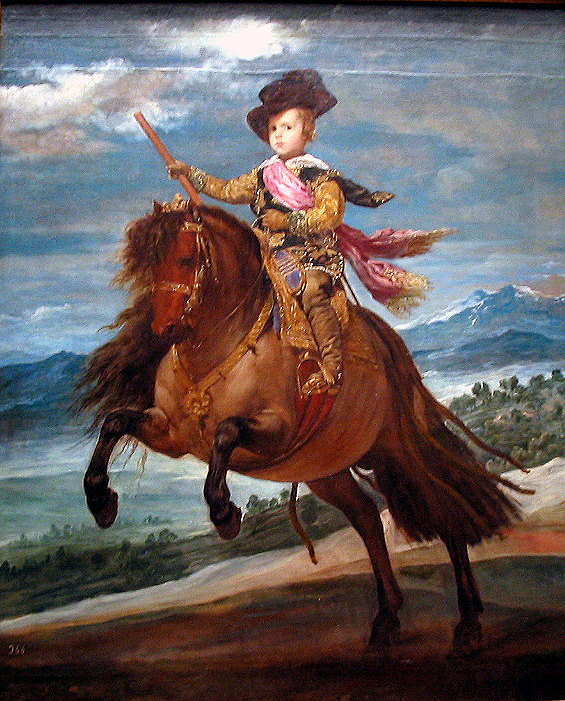
Le prince Balthazar-Charles à cheval,1635, par Diego Vélasquez
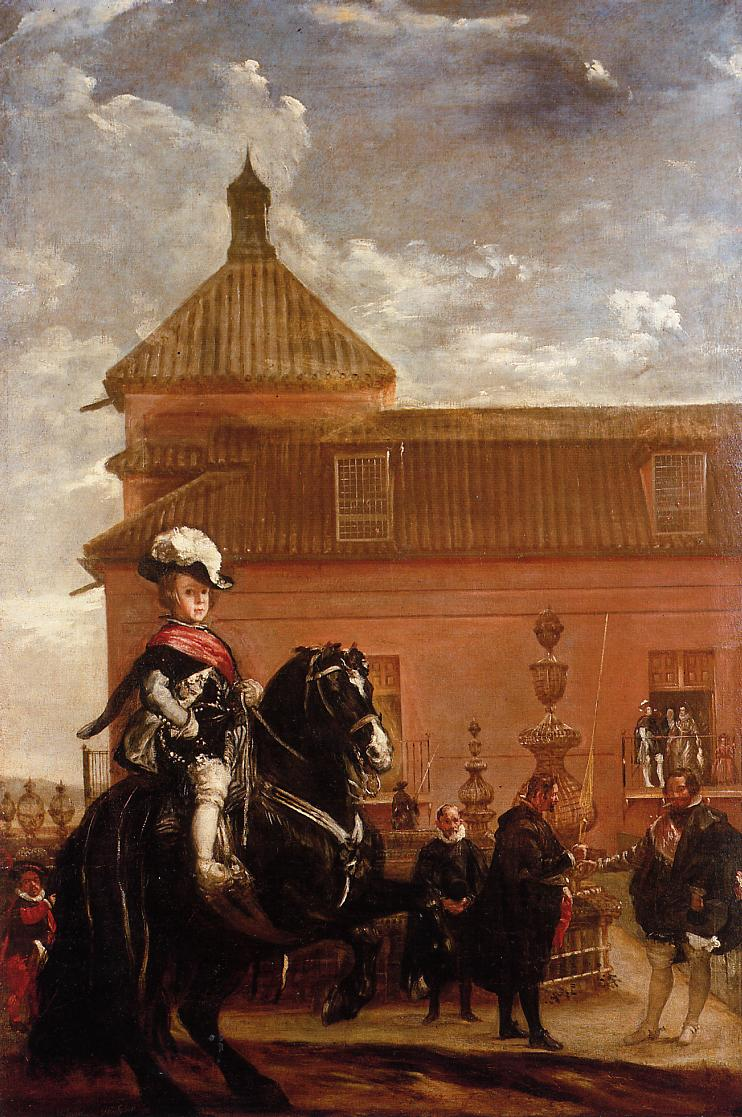
La leçon d'équitation du prince Balthazar-Charles, 1636, par Diego Vélasquez
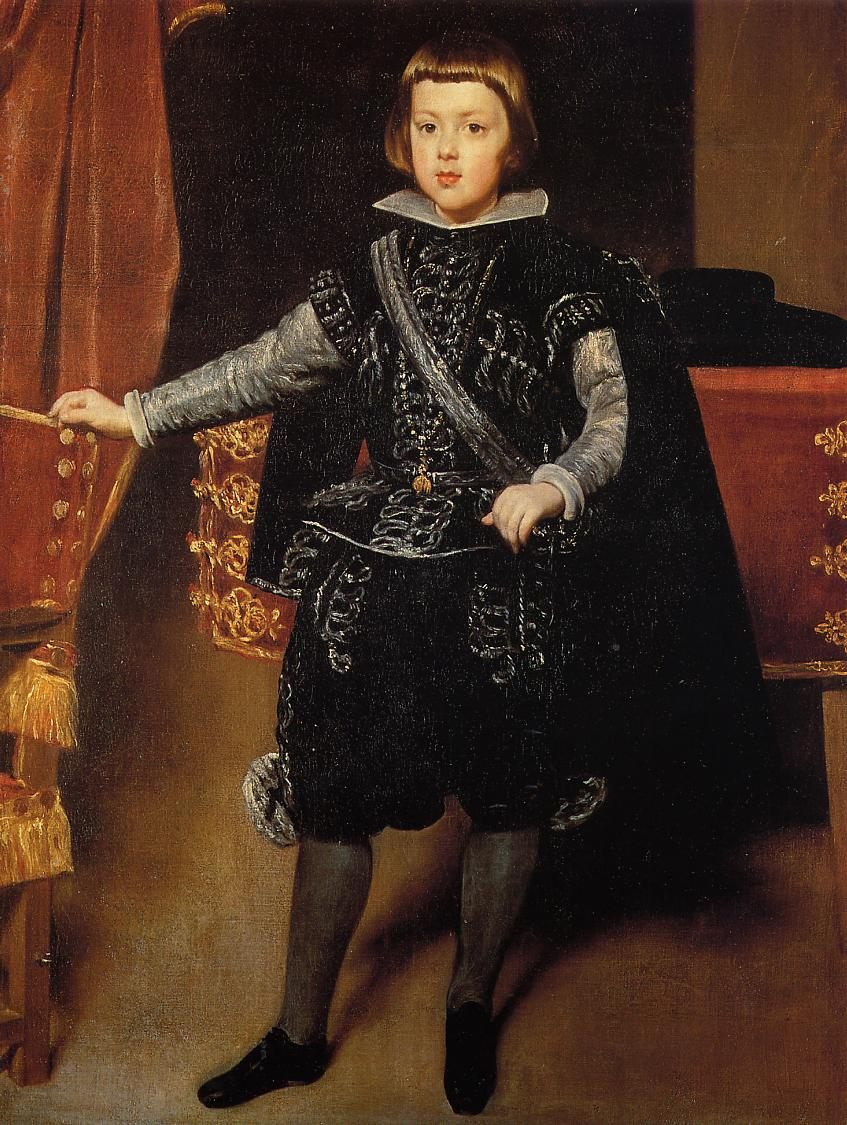
L'infant Balthazar-Charles, 1640, par Diego Vélasquez